# Nikolai Petrowitsch Sytschow
Nikolai Petrowitsch Sytschow (russisch Николай Петрович Сычёв; * 15. Apriljul. / 27. April 1883greg. in St. Petersburg; † 16. Juli 1964 in Moskau) war ein russisch-sowjetischer Kunsthistoriker, Maler, Restaurator und Hochschullehrer.

## Leben
Sytschow studierte an der Kaiserlichen Universität St. Petersburg bei Nikodim Pawlowitsch Kondakow, Dmitri Wlasjewitsch Ainalow und Nikolai Petrowitsch Lichatschow mit Abschluss 1910. 1914 wurde Sytschow zum Magister der Kunstgeschichte promoviert.
Während des Ersten Weltkriegs bis nach der Oktoberrevolution war Sytschow 1916–1919 Privatdozent an der Universität Petrograd in der Historisch-Philologischen Fakultät am Lehrstuhl für Theorie der Kunst und Kunstgeschichte. 1918–1922 lehrte er am Petrograder Archäologie-Institut.
Sytschow malte und wurde 1921 Mitglied der Union der Künstler. Er gehörte zur Kunstvereinigung Sechzehn. Seine Arbeiten wurden in Ausstellungen in den Jahren 1923–1927 gezeigt.
1922–1926 war Sytschow Direktor des Russischen Museums, dessen erste Dauerausstellungen er entwickelte. Er verfasste eine Reihe von Sammelbänden und Monografien zu verschiedenen russischen Epochen und Künstlern. Er lehrte an der Universität Leningrad. Einer seiner Schüler war Michail Illarionowitsch Artamonow.
1930 wurde Sytschow verhaftet und beschuldigt, einer monarchistischen Organisation für die Wiedergeburt Russlands anzugehören. In dem anschließenden Prozess konnte ihm eine Schuld nicht nachgewiesen werden, so dass er im Juli 1931 aus der Haft entlassen wurde. Darauf wurde er noch zweimal verhaftet. Am 17. September 1933 wurde er zu 8 Jahren Lagerhaft verurteilt. Während seiner Haftzeit gründete er und leitete dann das Weißmeer-Ostsee-Kanal-Museum in dem Zentralen Kunstbetrieb des  Weißmeer-Ostsee-Kanal-Kombinats. Nach der Freilassung 1942 im Deutsch-Sowjetischen Krieg lebte Sytschow in Tschistopol und arbeitete im städtischen Heimatmuseum.
1944 wurde Sytschow auf Antrag Igor Emmanuilowitsch Grabars nach Wladimir versetzt, wo er die Grundlagen für die anstehenden Restaurierungen schuf. Noch im selben Jahr begann er die Wiederherstellung der Mariä-Entschlafens-Kathedrale, die der Gemeinde der Gläubigen zurückgegeben worden war. Er restaurierte die Fresken Andrei Rubljows. Auch führte er Restaurierungen in der Muttergottes-Geburts-Kathedrale im Susdaler Kreml und in der Boris-und-Gleb-Kirche in Kidekscha durch. Wiktor Wassiljewitsch Filatow war einer seiner Mitarbeiter.
Sytschow lehrte an der Wladimirer Kunsthandwerkschule Nr. 1 und führte das Kunstatelier des Hauses der Volkskunst. Einer seiner Schüler war Nikolai Alexejewitsch Mokrow. Sytschow wurde zum Geschäftsführungsmitglied der Wladimirer Abteilung der Union der Künstler der RSFSR gewählt.
Im April 1948 wurde Sytschow erneut verhaftet. Am 10. Juli 1948 wurde das Verfahren gegen ihn eingestellt, aber der Freispruch mit dem Recht auf Rückkehr nach Moskau erfolgte erst 1954.
In Moskau arbeitete Sytschow als künstlerischer Senior-Berater der Republikwissenschafts- und Produktionswerkstatt des Komitees für Bauwesen und Architektur des Ministerrats der RSFSR. Direkt beteiligt war er an den Restaurierungen der Basilius-Kathedrale in Moskau und des Sretenski-Klosters in Moskau sowie an Restaurierungsarbeiten an den wichtigsten Bauten des Moskauer Kremls, des Dreifaltigkeitsklosters von Sergijew Possad und anderen wichtigen Objekten.
1993 wurde Sytschow rehabilitiert.

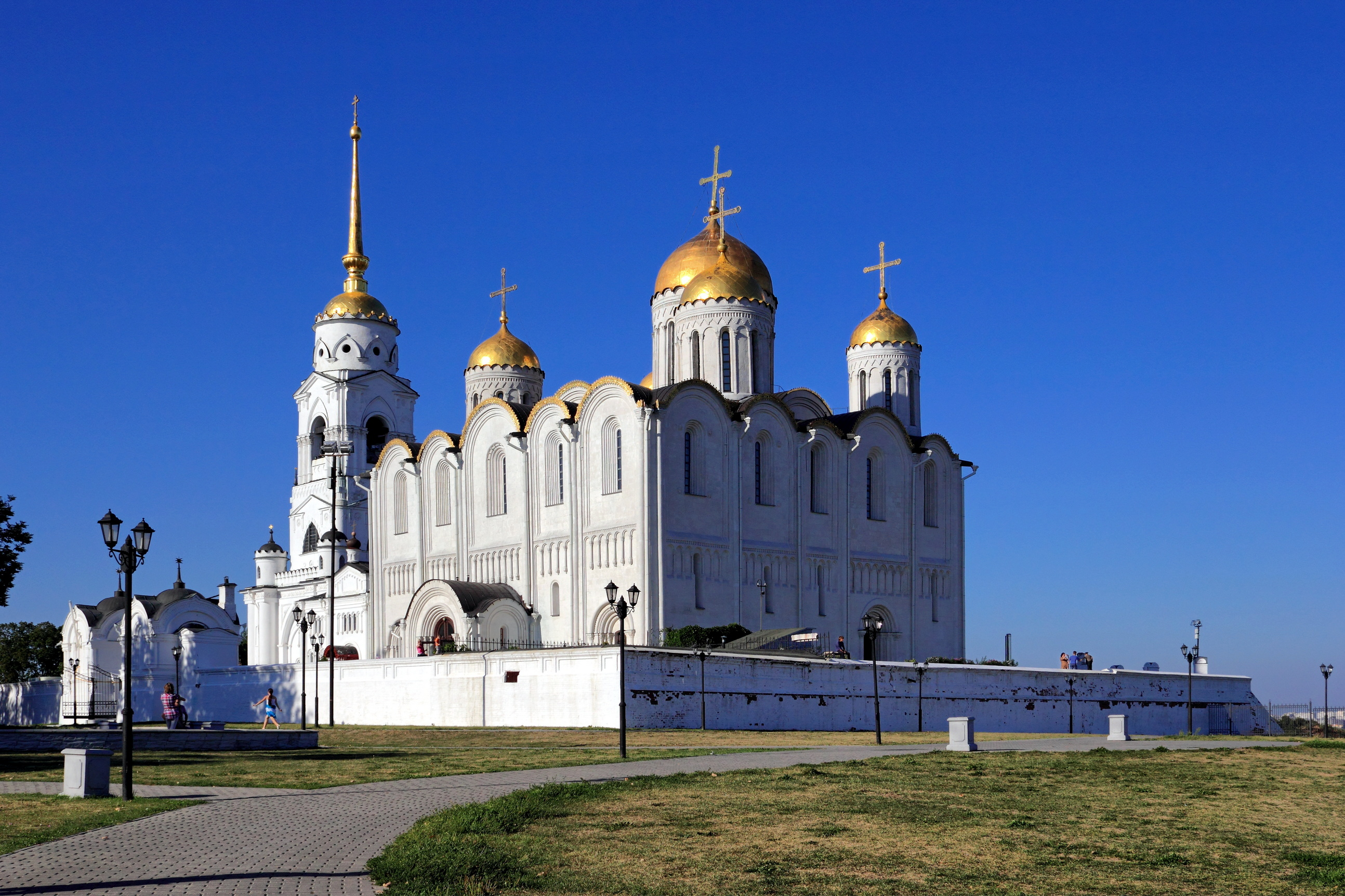
Mariä-Entschlafens-Kathedrale, Wladimir
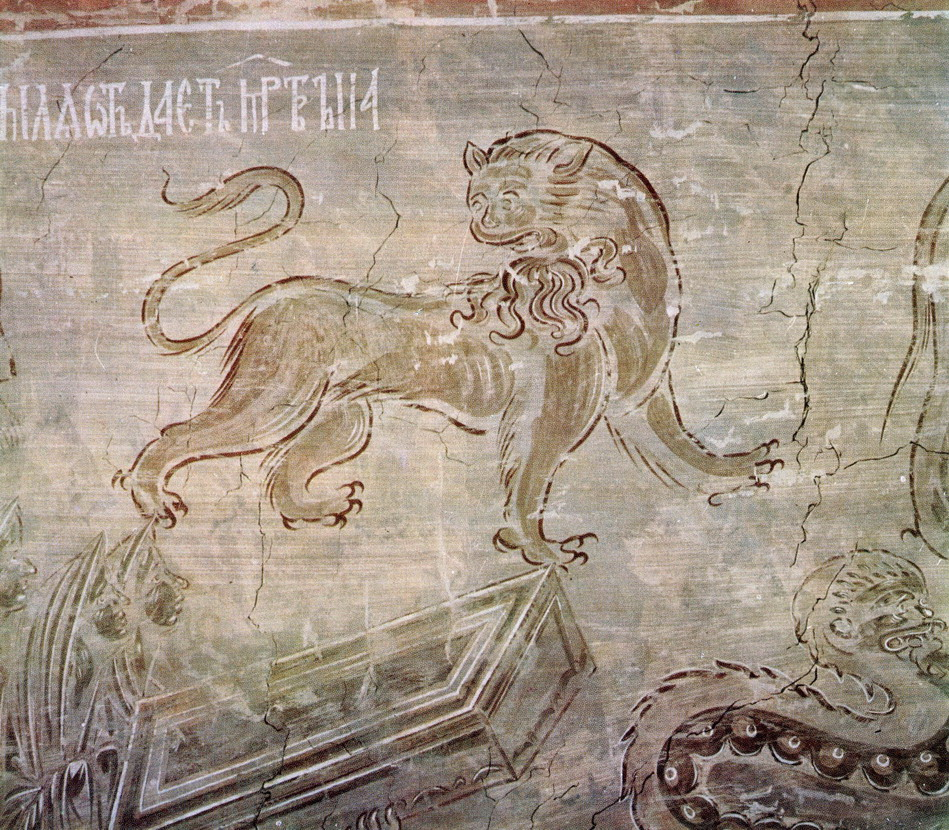
Rubljows Löwe, Mariä-Entschlafens-Kathedrale, Wladimir
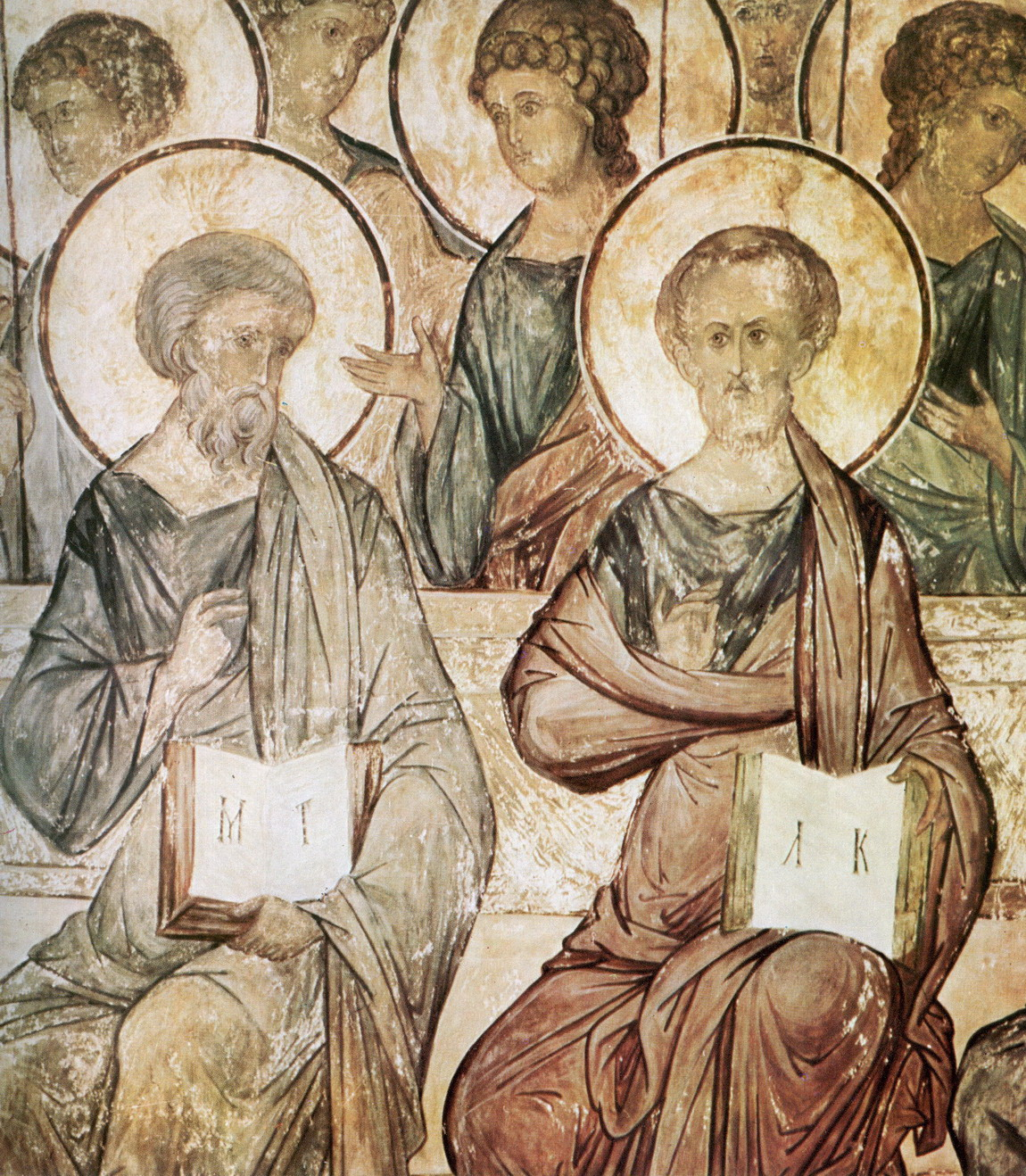
Rubljows Matthäus und Lukas, Mariä-Entschlafens-Kathedrale, Wladimir
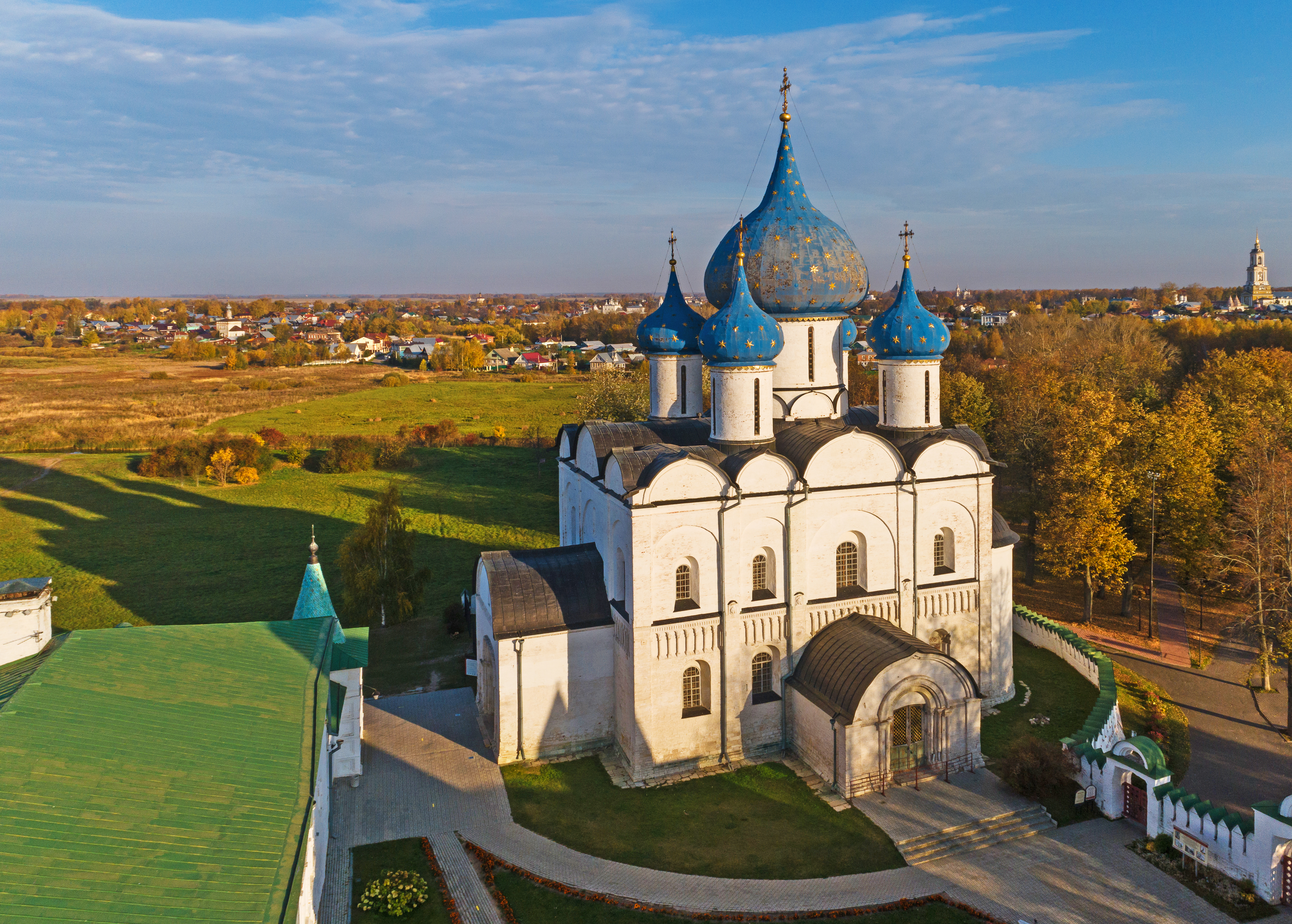
Muttergottes-Geburts-Kathedrale, Susdal
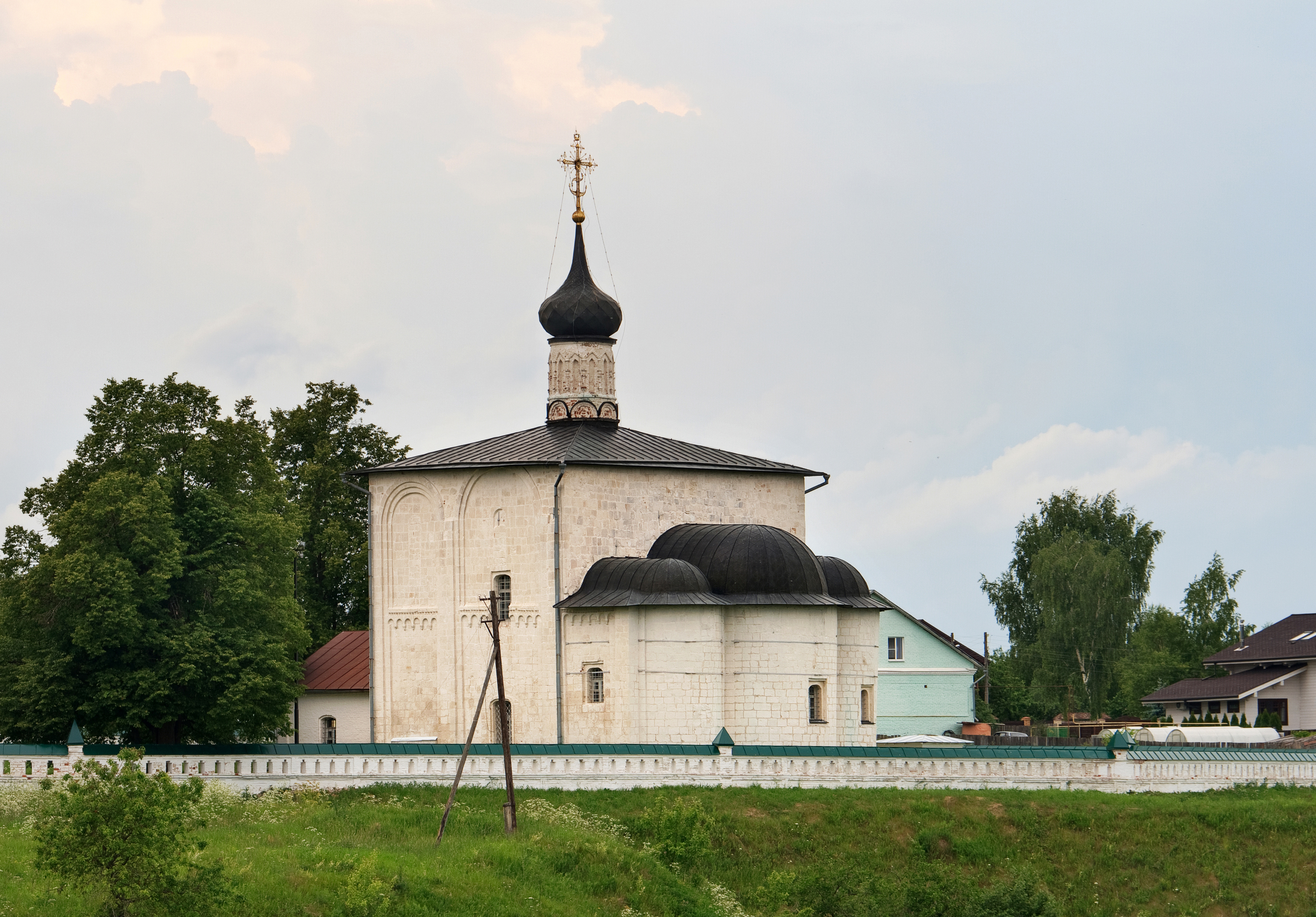
Boris-und-Gleb-Kirche, Kidekscha
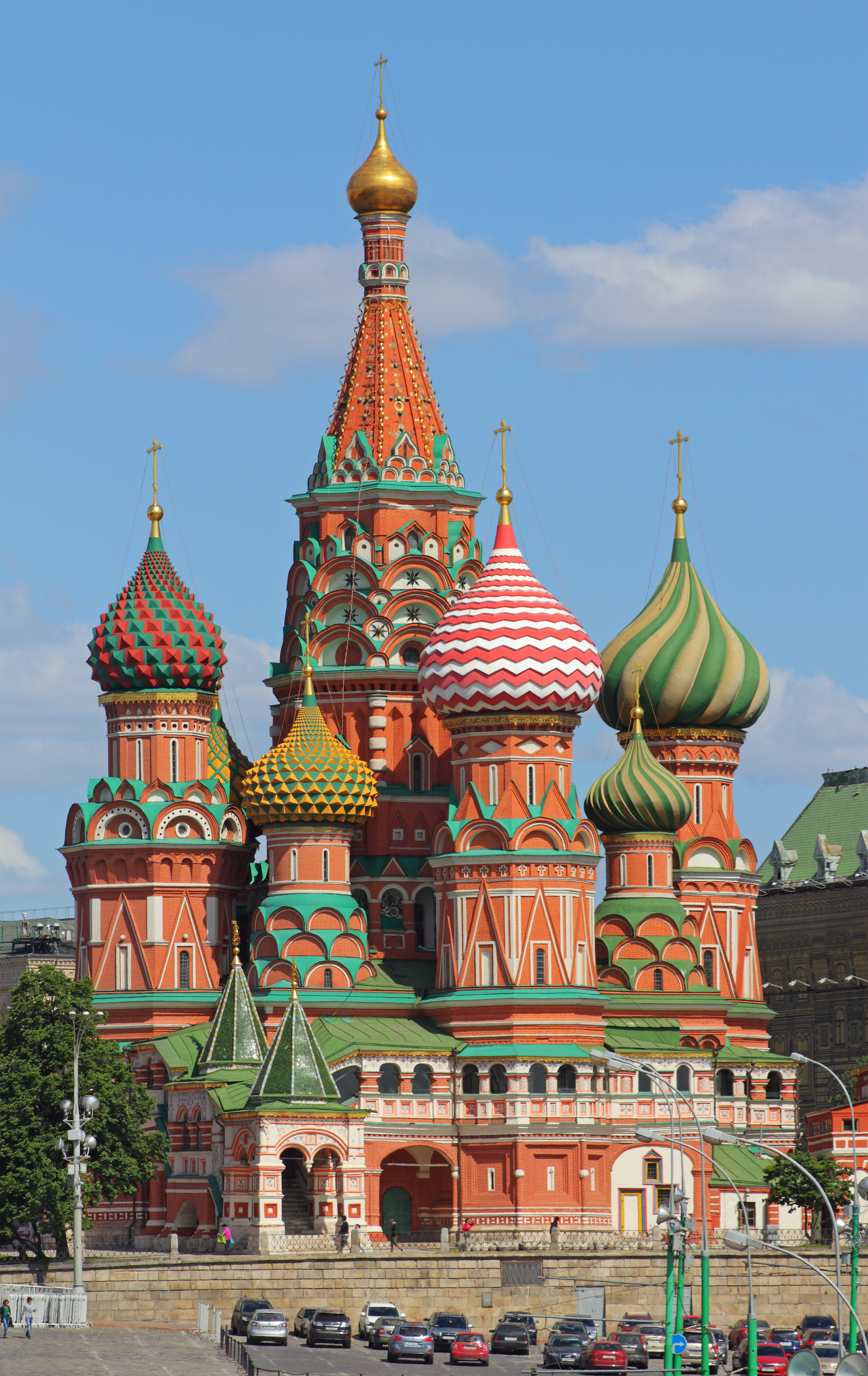
Basilius-Kathedrale, Moskau
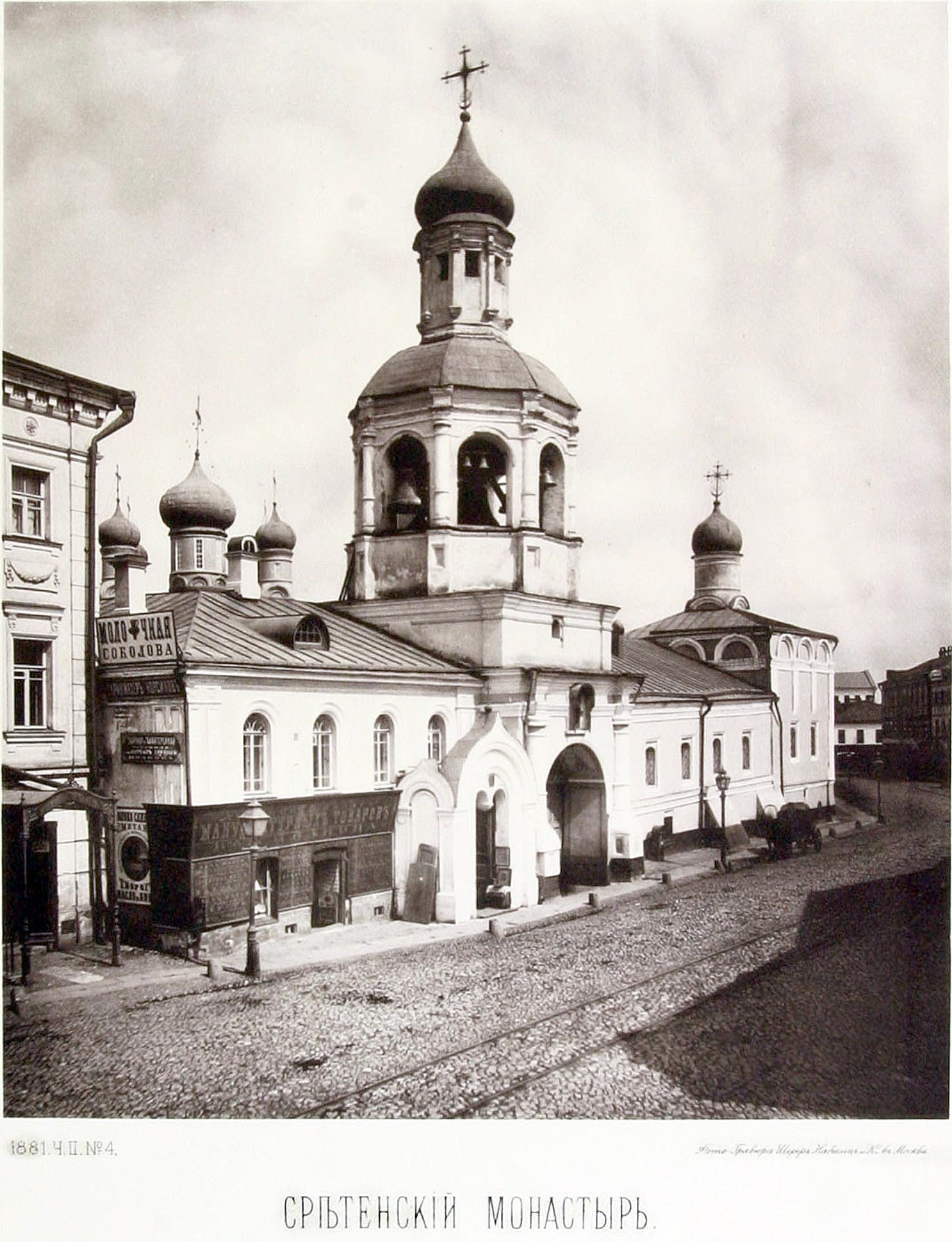
Sretenski-Kloster (1882), Moskau